# Pyrocephalus
A Pyrocephalus a madarak (Aves) osztályának verébalakúak (Passeriformes) rendjébe a királygébicsfélék (Tyrannidae) családjába tartozó nem.

## Rendszerezésük
A nemet John Gould írta le 1839-ben, az alábbi 3 élő faj és 1 kihalt faj tartozik ide:
- †Pyrocephalus dubius Gould, 1839[1] - korábban a rubinfejű tirannusz alfajának vélték; egyesek még annak tekintik
- Pyrocephalus nanus (Gould, 1839)[2] - korábban a rubinfejű tirannusz alfajának vélték; egyesek még annak tekintik
- Pyrocephalus obscurus (Gould, 1839)[3] - korábban a rubinfejű tirannusz alfajának vélték; egyesek még annak tekintik
- rubinfejű tirannusz (Pyrocephalus rubinus) (Boddaert, 1783) - típusfaj

## Képek

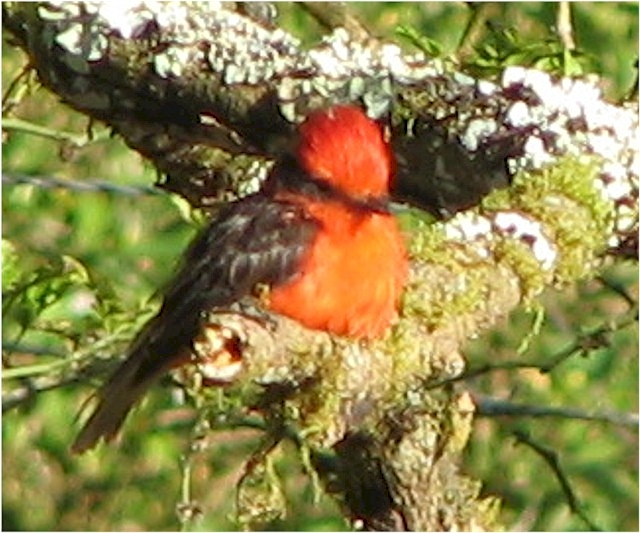
Pyrocephalus nanus
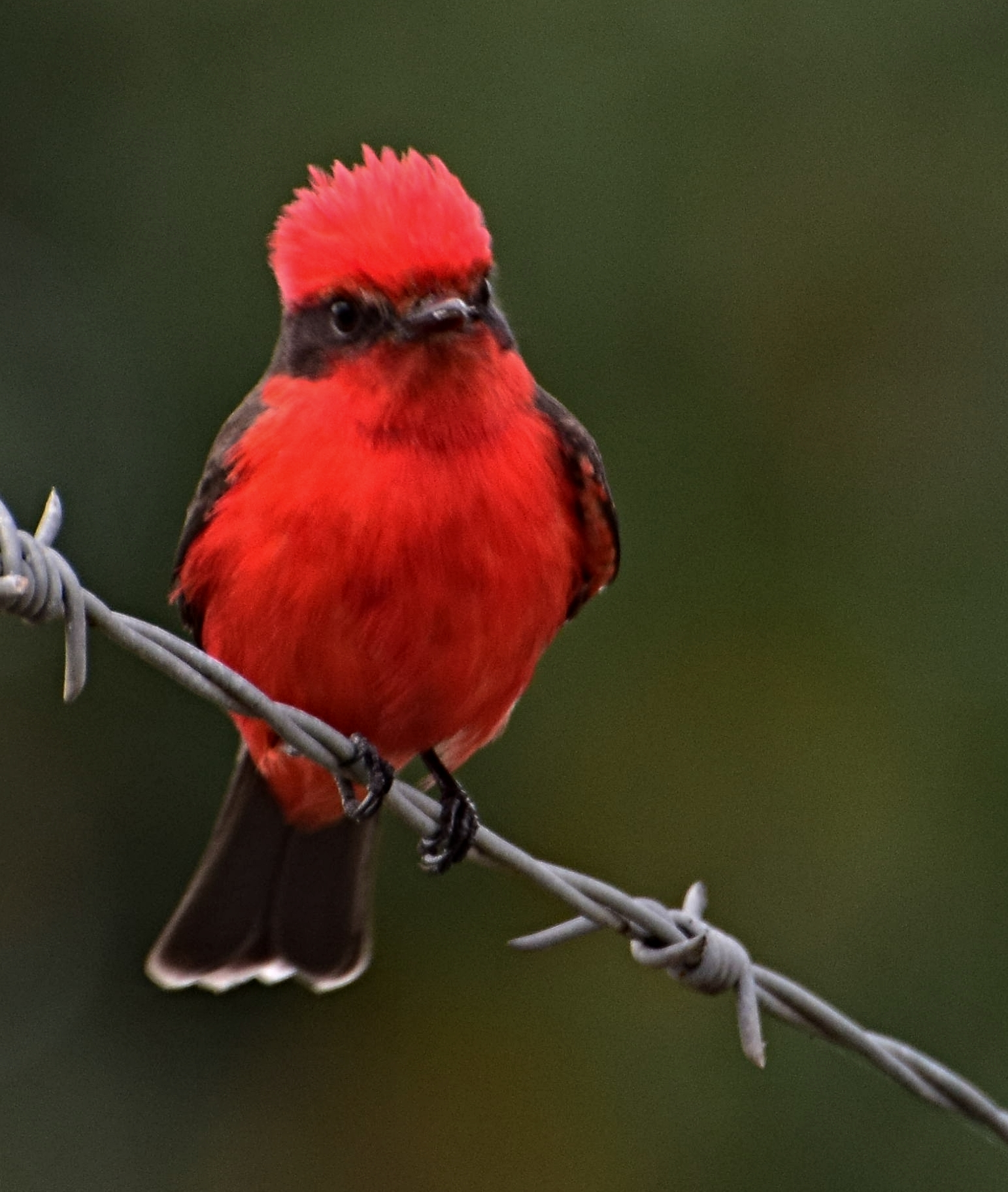
Pyrocephalus obscurus

### Fordítás
- Ez a szócikk részben vagy egészben  a   Pyrocephalus című angol Wikipédia-szócikk ezen változatának fordításán alapul.  Az eredeti cikk szerkesztőit annak laptörténete sorolja fel. Ez a jelzés csupán a megfogalmazás eredetét és a szerzői jogokat jelzi, nem szolgál a cikkben szereplő információk forrásmegjelöléseként.